# مدرسة بغداد الدولية
مدرسة بغداد الدولية (BIS) كانت مدرسة دولية بالقرب من مطار بغداد الدولي في بغداد - العراق. أتبعت المنهج البريطاني واستخدمت اللغة الإنجليزية كوسيلة للتعليم. كانت تدار من قبل لجنة مكونة من تسعة أعضاء، خمسة معينين من قبل برنامج الأمم المتحدة الإنمائي وأربعة اوصياء. تضمنت حضانة وروضة للأطفال ومدرسة من المرحلة الأبتدائية حتى السنة الأخيرة من المدرسة الثانوية (الصف السادس) (K-12).

## تاريخ
تأسست في البداية عام 1969. في عام 1983 حصلت المدرسة على أحدث ميثاق لها. كان لديها 900 طالب في ذلك الوقت.عام 1987 كان بها حوالي 500 طالب.
بسبب احتمالية غزو الحكومة الأمريكية للعراق، انسحب الطلاب الأوروبيون من المدرسة خلال شهر ديسمبر 2002. في عام 2003، بلغت ميزانية المدرسة 500000 دولار أمريكي. في بداية العام، كان بالمدرسة 230 طالبًا من 38 دولة. بعد انسحاب الطلاب العرب والآسيويين من المدرسة، انخفض عدد الطلاب الملتحقين بالمدرسة إلى 133 اعتبارًا من فبراير 2003، منهم 30 طالباً عراقياً من أبناء الدبلوماسيين. كان المدير الأخير للمدرسة هو غراهام شيري، وهو نيوزيلندي.

## العمليات
كان الطلاب مطالبين بأخذ دروس في اللغة العربية. أعتباراً من عام 2003 دفع الطلاب العراقيون رسومًا رمزية بينما كان الطلاب الأجانب يدفعون كل عام من 2000 دولار إلى 2700 دولار أمريكي.